# Riúrik

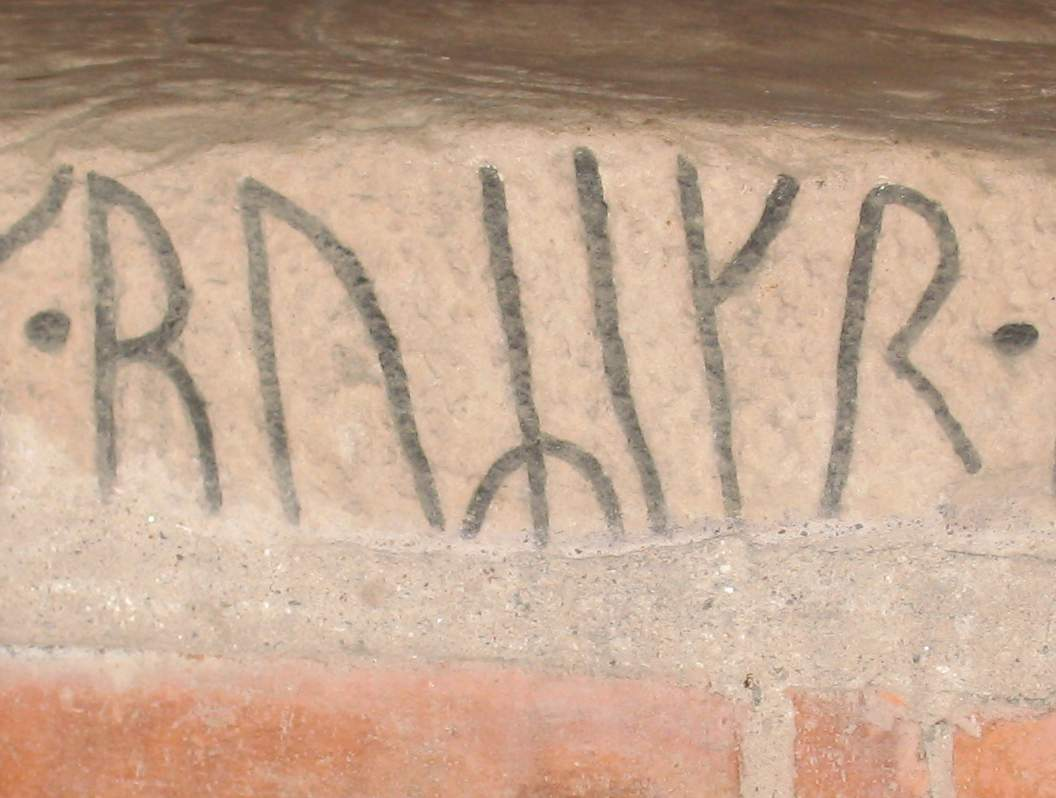
La inscripción ruRikr representando el nombre en nórdico antiguo Hrœrekr en la piedra rúnica U 413, de la época vikinga, en la iglesia de Norrsunda, Uppland, Suecia.

Riúrik o Rúrik (en ruso, Рюрик; nórdico del este Rørik, significa "famoso líder guerrero", "guerrero famoso") (Veliki Nóvgorod 830 - Kiev 879) fue un jefe varego que ganó el control de Ládoga en 862 y construyó el asentamiento de Holmgard (Rúrikovo Gorodische) cerca de Nóvgorod, y fundó la dinastía Rúrika que gobernó la Rus de Kiev y luego Principado de Moscú hasta el siglo XVI.

## Nombre
Riúrik es el nombre eslavo antiguo que corresponde al nombre germánico «Rodrigo». En las lenguas germánicas: Hrodric (en antiguo alto alemán), Hroðricus (en inglés antiguo). En nórdico antiguo, Hrœrekr (noruego, islandés) y Hrørīkr o Rørik (danés, sueco), de los cuales se deriva Riúrik. También aparece en Beowulf como Hrēðrīk.

## Historia

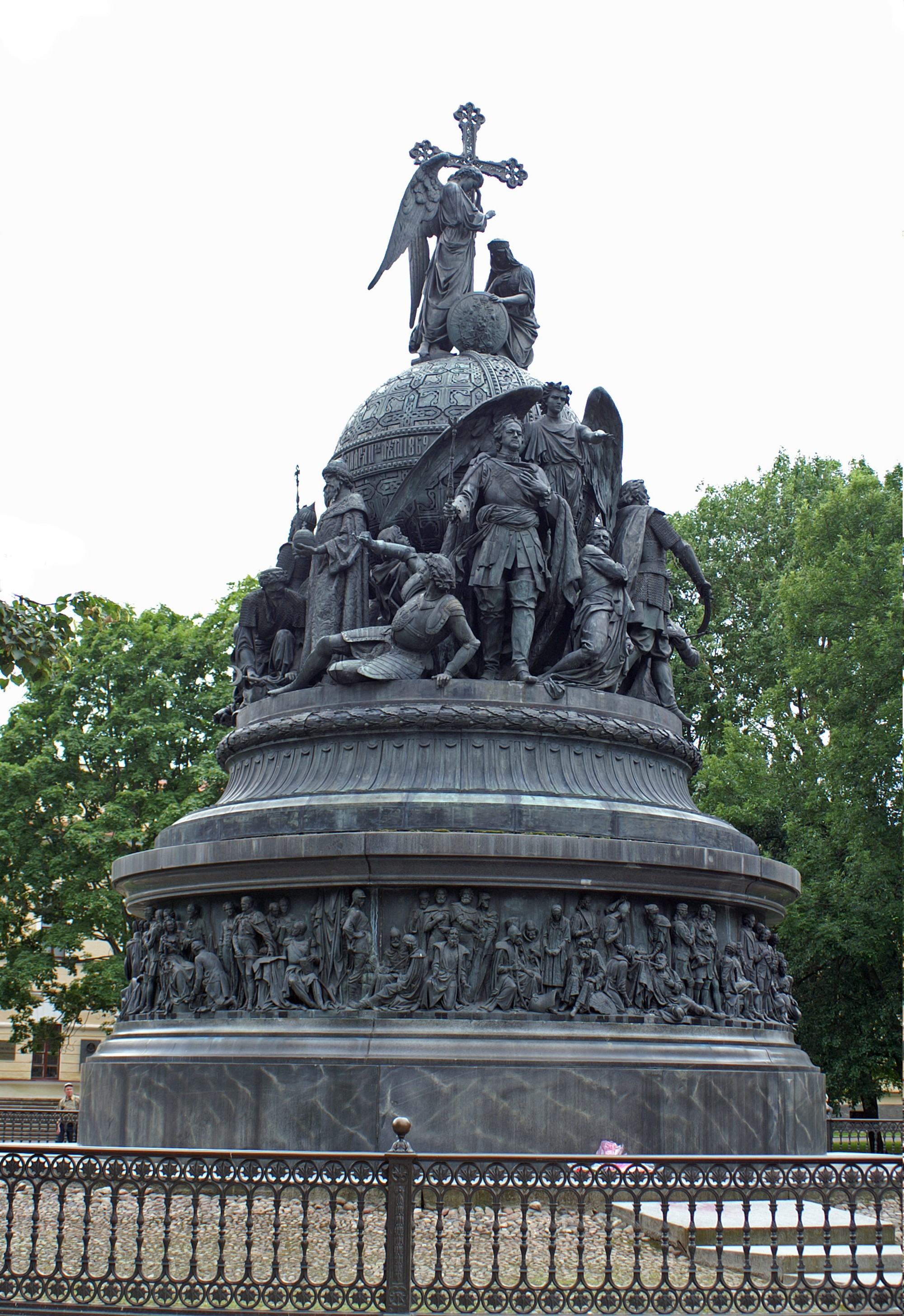
El monumento Milenario de Rusia de Nóvgorod que conmemora el milenario de la llegada de Riúrik a Nóvgorod.

Hay debate sobre la forma en la que Riúrik llegó a controlar Ládoga y Nóvgorod. La única información sobre él se encuentra en la Crónica de Néstor del siglo XII, que afirma que chuds, eslavos, merias, veces y krívichis "… llevaron a los varegos más allá del mar, rechazaron pagarles tributo, y se establecieron para gobernarse a sí mismos". Después las tribus comenzaron a pelear entre sí y decidieron invitar a Riúrik para restablecer el orden.
Riúrik conservó el poder hasta su muerte en 879. Se casó con Efanda (Edvina Alfrind Ingrid) de Urman. Sus sucesores de la dinastía Rúrika sin embargo, trasladaron la capital a Kiev y fundaron el estado de la Rus de Kiev, que perduró hasta 1240, la época de la invasión mongola. Una serie de familias principescas supervivientes descienden por vía patrilineal de Riúrik, aunque el último ruríkida que gobernó Rusia, Basilio IV, murió en 1612.

## Origen disputado

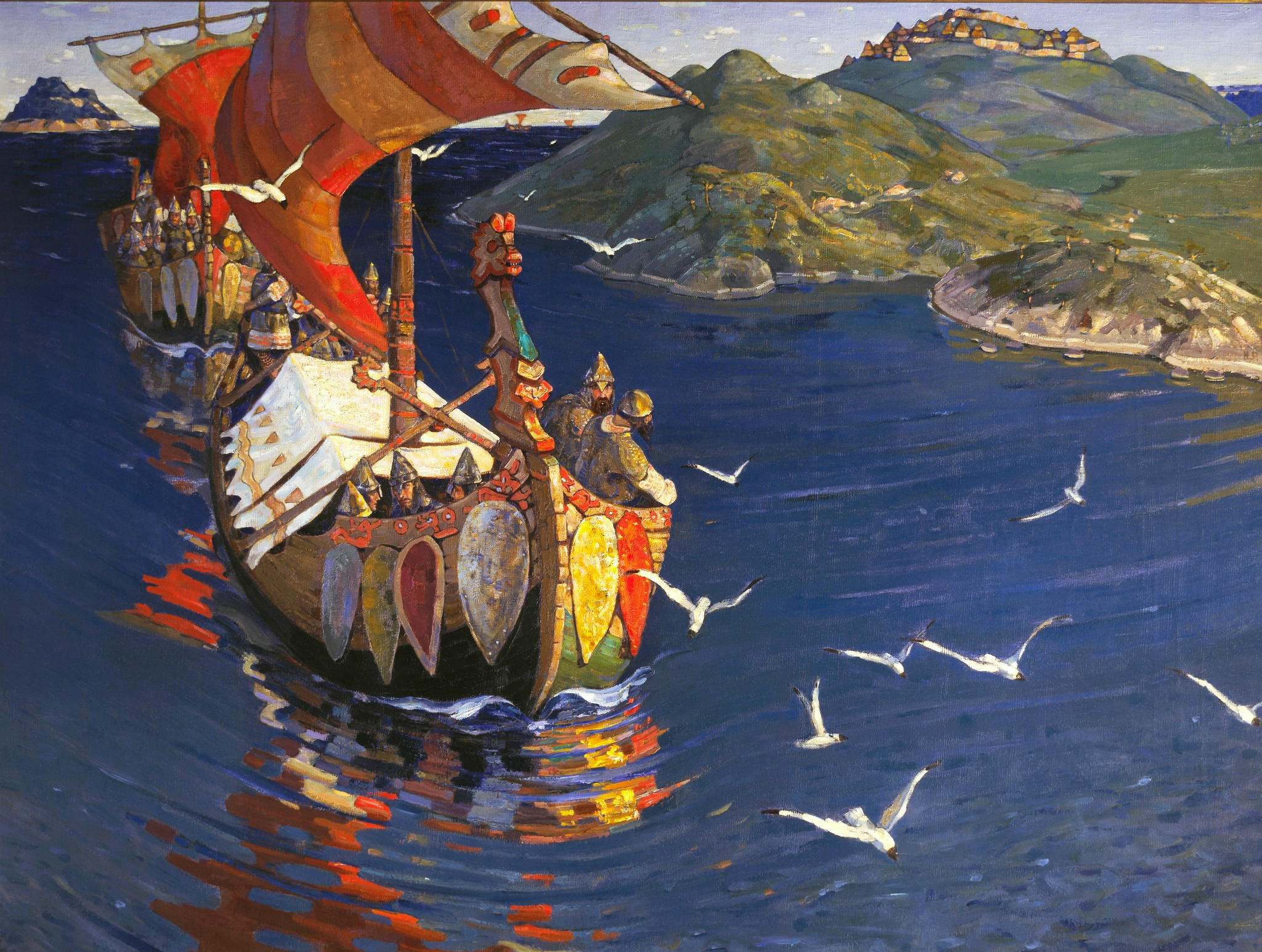
Los varegos en la Rus de Kiev, por Nicholas Roerich (1899).

Aunque algunos historiadores enfatizan las raíces folclóricas de la leyenda de Riúrik y por lo tanto consideran a Riúrik como una figura legendaria, hay una controversia sobre sus orígenes étnicos en Europa Oriental.
Según la Crónica de Néstor, Riúrik fue uno de los Rus, una tribu varega comparable según el cronista con los daneses, suecos, ingleses y nativos de Gotland. En el siglo XX, los arqueólogos en parte corroboraron la versión que de los acontecimientos hizo la crónica. Se descubrió que el asentamiento de Ládoga, cuyos cimientos se atribuyeron a Riúrik, fue de hecho establecido a mediados del siglo VIII. Cerámica, ajuares domésticos y una serie de edificios de la época de la fundación de Riúrik se corresponden con modelos entonces prevalentes en Jutlandia.

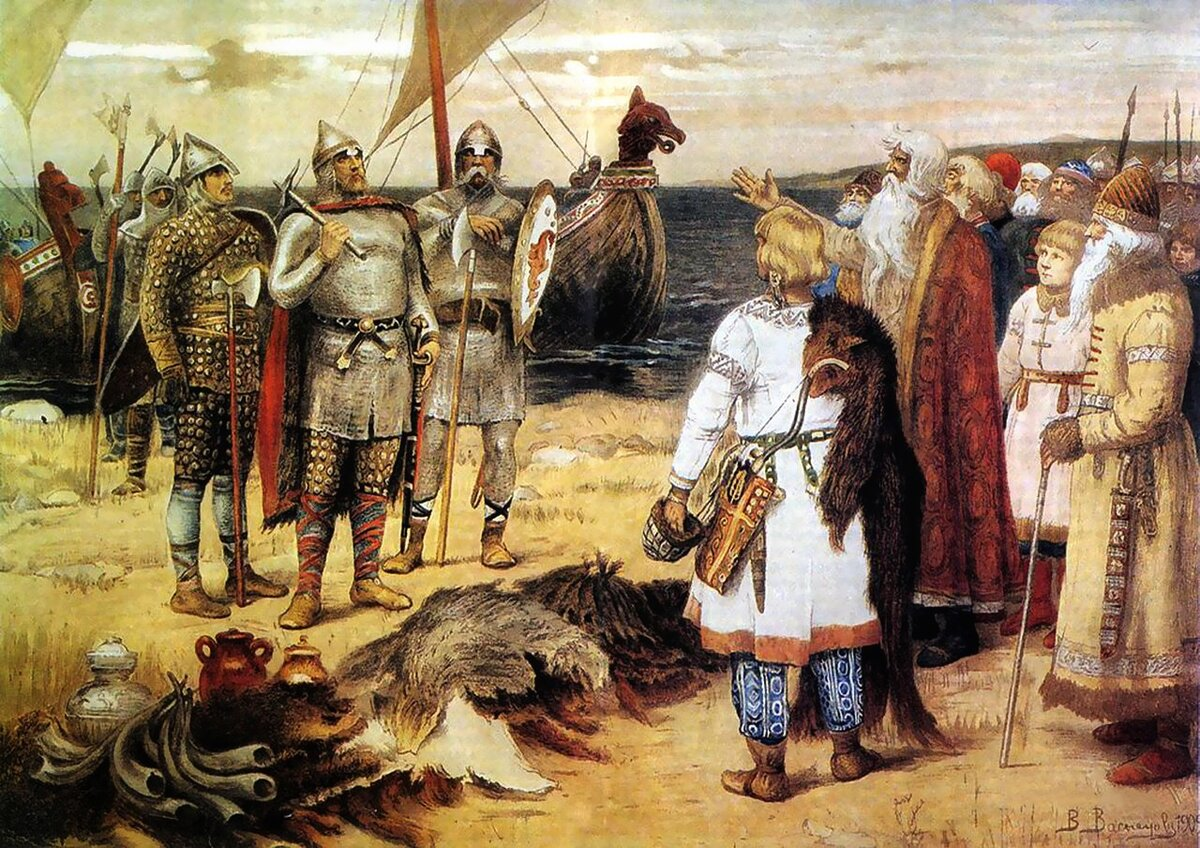
Riúrik y sus hermanos Truvor y Sineo llegan a Ládoga. Víktor Vasnetsov

Algunos historiadores eslavos (B.A. Rybakov y sus seguidores entre ellos) argumentan que el relato de la invitación de Riúrik se tomó prestada por un cronista pro-escandinavo de un hipotético documento nórdico. Por ejemplo, la Crónica primaria afirma que Riúrik llegó a tierras eslavas con sus dos hermanos, Sineo y Truvor, y los envió a gobernar las ciudades de Belozersk y Izborsk, respectivamente. En lugar de relacionar a Sineo con Signjotr y Truvor con Torvald, sugieren que el cronista leyó un documento escandinavo hipotético y malinterpretó las palabras nórdicas 'sine hus' (sin casa) y 'tru voring' (con guardia leal) como los nombres de hermanos de Riúrik: Sineo y Truvor.
Hay otra teoría según la cual Riúrik, debido a matrimonios mixtos entre varegos y mujeres eslavas, fue de ascendencia mestiza eslavo-varega. Esta teoría se basa en la información del primer historiador moderno de Rusia, Vasili Tatíschev (él mismo un ruríkida), quien afirmó que Riúrik era de extracción wéndica. Llegó hasta a nombrar a su madre, Umila; su abuelo materno, Gostomysl; y un primo, Vadim. El padre de Riúrik como toda la gente de la tribu Rus, provenían de Finlandia. Aquellos que consideran que el relato de Tatíschev es de buena fe apuntan a que él basó su relato en la pérdida Crónica de Ioakim.

### Investigación genética
Actualmente se desarrolla un estudio de ADN por parte del profesor Andrzej Bajor de Polonia, bajo los auspicios del («Proyecto del árbol familiar de ADN de la dinastía Rúrika»), busca situar a Riúrik de manera más exacta dentro de la luz de la historia y fuera de las sombras de la leyenda, al mismo tiempo que simultáneamente intenta encontrar a sus descendientes modernos. Este proyecto busca también estudiar el ADN de la descendencia masculina del gobernante lituano medieval Gediminas (Gedymin), cuya línea incluye algunas de las más altas familias principescas de Rusia y Polonia. Los Gediminidas se casaron con los ruríkidas, y hay la posibilidad de que ellos incluso desciendan de Riúrik, o al menos de uno de sus antepasados dentro de la época histórica - el proyecto busca responder a esta cuestión. Hasta ahora, solamente dos príncipes ruríkidas modernos han accedido a hacerse la prueba de ADN. Sus resultados indican que su línea masculina se originó en la provincia de Uppland en Suecia. Hasta ahora, un sueco comparte 11 de los marcadores del príncipe, y cree que su propia línea masculina se remonta al siglo XV en Roslagen. Los resultados de ADN de los modernos príncipes ruríkidas indican que Riúrik fue de ascendente fino-ugra (haplogroup N3a1). Ulteriores estudios genéticos parecen indicar la existencia de dos haplogrupos entre los modernos rurikidas: los descendientes de Vladímir II Monómaco (Monomájoviches) son del grupo N3a1 típico del pueblo fino-ugro, mientras que los descendientes de Oleg I de Chernígov (Olégoviches) son del grupo R1a típico de los pueblos eslavos. Según la revista Russian Newsweek indica que la genealogía oficial es probablemente incorrecta pero deja el origen étnico de Riúrik sin aclarar.

## Hrörek de Dorestad

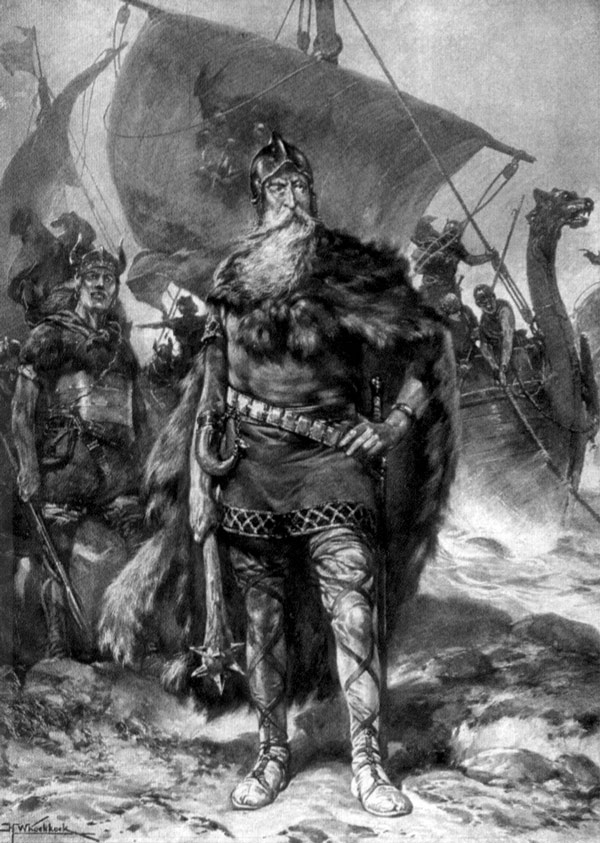
Rorik de Dorestad, tal como lo concibió H. W. Koekkoek.

El único Hrörek descrito en crónicas occidentales fue Rorik de Dorestad, un konung de la casa real de Hedeby. Desde el siglo XIX, ha habido intentos de indentificarlo con el príncipe vikingo Riúrik de las crónicas rusas. La identificación de Riúrik con Hrörek fue divulgada por Borís Rybakov y Anatoli Kirpíchnikov, pero el eslavista Alexander Nazarenko se opone a esta identificación.
Roerik de Dorestad nació alrededor de 810/820 de Hemming Halfdansson o su hermano Anulo, noveno rey de Hedeby. Los cronistas francos mencionan que recibió tierras en Frisia del emperador Ludovico Pío. Esto no era suficiente para él, y comenzó a asaltar los territorios vecinos: tomó Dorestad en 850, capturó Hedeby en 857 y saqueó Bremen en 859. El emperador se enfureció y le privó de todas sus posesiones en 860. Después de eso Roerik desaparece de las fuentes occidentales durante un período considerable de tiempo. Y en ese mismo momento, en 862, el Riúrik ruso llega al Báltico oriental, construye la fortaleza de Ládoga y más tarde se traslada a Nóvgorod. Tal coincidencia es avalada como argumento para justificar que ambos son la misma persona.
Roerik de Dorestad reaparece en las crónicas francas en 870, cuando su demesne de Frisia se le devolvió por Carlos el Calvo; en 882 ya se menciona que está muerto. La crónica rusa ubica la muerte de Riúrik de Nóvgorod en 879. Según las fuentes occidentales, el gobernante de Friesland fue convertido al cristianismo por los francos. Esto puede tener paralelismo con la cristianización del jaganato de Rus, tal como lo relata el patriarca Focio en 867.
Gwyn Jones afirma que la comparación de los dos Riúrik, uno caudillo de Frisia y otro Rus', es relativa y de poca importancia desmitificando la identificación de ambos como una única persona; el argumento de Jones se sustenta en que no se puede aceptar la no existencia de actividad vikinga en Rusia antes de la década de 850, sobre todo con evidencias literarias y arqueológicas.